# Vladas Mikėnas
Vladas Mikėnas (17 avril 1910 à Tallinn - 3 novembre 1992 à Vilnius) est un joueur d'échecs lituanien et un journaliste. Il a reçu les titres de maître international en 1950, de grand maître international honoraire (en 1987) et de maître international du jeu d'échecs par correspondance.

## Biographie et carrière

### Champion d'Estonie et de Lituanie
En 1930, Mikénas remporte le 3e championnat d'Estonie à Tallinn. En 1931, il partage la 2e place au 1er championnat des pays baltes à Klaipėda, le championnat est remporté par Isakas Vistaneckis. La même année, Mikėnas émigre de l'Estonie vers la Lituanie. En 1934, il remporte un match contre Povilas Vaitonis (6-2). En 1935, il se classe 10e à Łódź (Xavier Tartakover remporte le tournoi), et domine Vistaneckis en match. En 1936, il remporte le championnat de Lituanie. En 1937, il prend le meilleur sur Vaitonis en match (5,5-4,5). En 1937, il se classe 10e à Kemeri. En 1938, il gagne un match contre Vaitronis (9-3). En 1939, il prend une 4e place à Kemeri et Riga (tournoi que Salo Flohr remporte). En septembre 1939, il prend une 3e place à Rosario (remporté par Vladimirs Petrovs).

### Olympiades d'échecs
Vladas Mikėnas a joué pour l'équipe de Lituanie au premier échiquier à cinq olympiades officielles et une olympiade non officielle :
- en juillet 1931, il participe à la 4e olympiade de Prague (+7 -5 =6)
- en juillet 1933, il participe à la 5e olympiade de Folkestone (+5 -3 =6)
- en août 1935, il participe à la 6e olympiade de Varsovie (+2 -6 =10)
- en août/septembre 1936, il participe à la olympiade non officielle de Munich (+5 -7 =8)
- en juillet/août 1937, il participe à la 7e olympiade de Stockholm (+7 -3 =8)
- en août/septembre 1939, il participe à la 8e olympiade de Buenos Aires (+10 -5 =4)

### Citoyen soviétique
Le 28 septembre 1939, l'Union soviétique et l'Allemagne nazie modifient les accords secrets du Pacte germano-soviétique et placent la Lituanie dans la sphère d'influence soviétique. La Lituanie est annexée par l'URSS le 3 août 1940.
En septembre-octobre 1939, Mikėnas est 13e-16e au 12e championnat d'URSS.
En 1941, il se classe 3e (hors compétition) à Kutaisi au 4e championnat de la RSS de Géorgie.
En 1942 : en février-mars, il est 3e-6e à Moscou ; en mars-avril, il est 4e-7e à Sverdlovsk, et, en juillet-août, il est 3e-5e à Kouïbychev.
En 1944 : il remporte le 5e championnat de la RSS de Géorgie (hors compétition) ; il gagne un match de qualification contre Lublinsky (8-6) et il finit 5e-6e au 13e championnat d'URSS.
En 1945 : en juillet, il gagne à Kaunas le 13e championnat de Lituanie et, en octobre-novembre, il gagne à Rīga le championnat des pays baltes. En 1946 : en juin-juillet, il est 3e derrière Youri Averbakh et Vistaneckis à Vilnius (championnat de la république balte) et il est 2e (hors compétition) à Tbilissi au 7e championnat de la RSS de Géorgie. En 1947 : il est 2e (hors compétition) à Minsk au 13e championnat de la RSS de Biélorussie et il gagne le 14e championnat de Lituanie à Vilnius.
En 1948 : il fait match nul contre Rachid Nejmetdinov (7-7) dans un match de qualification).
Mikėnas se voit attribuer le titre de maître international en 1950 (au moment où le titre est instauré par la Fédération internationale des échecs) et celui de grand maître international honoraire en 1987.
Il a été l'arbitre du match du championnat du monde entre Anatoli Karpov et Garry Kasparov en 1985.

### Principaux résultats en tournoi de 1954 à 1971
- En 1954, il remporte un tournoi quadrangulaire à Vilnius, devant Ratmir Kholmov, Vistaneckis et Viatcheslav Ragozine.
- En 1955, il se classe 3e-6e à Pärnu, remporté par Paul Keres.
- En 1959, il est deuxième derrière Boris Spassky à Riga.
- En 1960, il est 10e à Pärnu au championnat des pays baltes.
- En 1964, il est 2e-3e derrière Iivo Neï, au championnat des pays baltes.
- En 1965, il remporte le tournoi de Palanga (championnat des pays baltes).
- En 1971, il remporte le tournoi à Lublin.

### Championnats de Lituanie après 1945
Il participe également à plusieurs reprises au championnat de la RSS de Lituanie à Vilnius, finissant premier en 1947, 1961, 1964 et 1968 : 
- 1947 : vainqueur
- 1949 : 3e
- 1952 : 2e-4e
- 1954 : 2e
- 1955 : 3e
- 1957 : 2e
- 1958 : 2e-4e
- 1959 : 3e
- 1960 : 3e-4e
- 1961 : 1er
- 1963 : 2e
- 1964 : 1er
- 1967 : 2e-3e
- 1968 : 1er-2e[5]

## Contributions à la théorie des ouvertures
La variante Mikenas de la défense Benoni moderne, une ligne tactique aigüe (1.d4 Cf6 2.c4 c5 3.d5 e6 4.Cc3 exd5 5.cxd5 d6 6.e4 g6 7.f4 Fg7 8.e5) porte son nom. Il a aussi développé la variante Flohr-Mikenas de l'ouverture anglaise (1.c4 Cf6 2.Cc3 e6 3.e4)